# Слобозія-Миндра
Слобозія-Миндра (рум. Slobozia Mândra) — комуна у повіті Телеорман в Румунії. До складу комуни входить єдине село Слобозія-Миндра.
Комуна розташована на відстані 125 км на південний захід від Бухареста, 51 км на захід від Александрії, 84 км на південний схід від Крайови.

## Населення
За даними перепису населення 2002 року у комуні проживала 4271 особа.
Національний склад населення комуни:
| Національність | Кількість осіб | Відсоток |
| -------------- | -------------- | -------- |
| румуни         | 4263           | 99,8%    |
| цигани         | 8              | 0,2%     |

Рідною мовою назвали:
| Мова      | Кількість осіб | Відсоток |
| --------- | -------------- | -------- |
| румунська | 4267           | 99,9%    |
| циганська | 4              | 0,1%     |

Склад населення комуни за віросповіданням:
| Релігія     | Кількість осіб | Відсоток |
| ----------- | -------------- | -------- |
| православні | 4267           | 99,9%    |
| адвентисти  | 2              | < 0,1%   |
| реформати   | 1              | < 0,1%   |

## Зовнішні посилання
- Дані про комуну Слобозія-Миндра на сайті Ghidul Primăriilor